# Маґдаленка (Мазовецьке воєводство)
Маґдаленка (пол. Magdalenka) — село в Польщі, у гміні Лешноволя Пясечинського повіту Мазовецького воєводства.
Населення — 1136 осіб (2011).
У 1975—1998 роках село належало до Варшавського воєводства.

## Демографія
Демографічна структура станом на 31 березня 2011 року:
|          | Загалом | Допрацездатний вік | Працездатний вік | Постпрацездатний вік |
| -------- | ------- | ------------------ | ---------------- | -------------------- |
| Чоловіки | 547     | 123                | 346              | 78                   |
| Жінки    | 589     | 116                | 338              | 135                  |
| Разом    | 1136    | 239                | 684              | 213                  |